# IPhone mini
iPhone mini désigne une gamme d'entrée de gamme du smartphone iPhone lancée en 2020 avec l'iPhone 12 mini et abandonnée en 2023 avec la fin de production de l'iPhone 13 mini.

## Historique
Steve Jobs a envisagé le développement d'un iPhone nano en 2011, comme déclinaison de l'iPhone 4. En 2020, l'iPhone 12 est décliné en version mini,. Malgré des ventes décevantes, il est reconduit pour l'iPhone 13, stoppé en 2023,. La série a cependant souffert de la concurrence avec l'iPhone SE
.